# Dalldorf
Dalldorf é um município da Alemanha, distrito de Lauenburg, estado de Schleswig-Holstein.
Abrigou vários campos de treinamento do exército alemão durante a II Guerra Mundial